# Amblyseius arbuti
Amblyseius arbuti är en spindeldjursart som beskrevs av De Leon 1961. Amblyseius arbuti ingår i släktet Amblyseius och familjen Phytoseiidae. Inga underarter finns listade i Catalogue of Life.